# Liste des lieux patrimoniaux du comté de Lennox et Addington
Cet article recense les lieux patrimoniaux du comté de Lennox et Addington inscrits au répertoire des lieux patrimoniaux du Canada, qu'ils soient de niveau provincial, fédéral ou municipal.

## Liste
| [ 1 ] | Lieu patrimonial          | Illustration              | Municipalité     | Adresse                    | Coordonnées      | No    | Constr. | Prot.                                | Rec. | Notes |
| ----- | ------------------------- | ------------------------- | ---------------- | -------------------------- | ---------------- | ----- | ------- | ------------------------------------ | ---- | ----- |
| P     | Allison House and Grounds | Téléverser                | Greater Napanee  | 54, Adolphustown Park Road | 44.0613 -77.0077 | 8842  | 1877    | Ontario Heritage Foundation Easement | 2003 |       |
| F     | Ancienne église Hay Bay   | Ancienne église Hay Bay   | Greater Napanee  | 2365 South Shore Road      | 44.1023 -77.0199 | 10617 | 1792    | LHN                                  | 1999 |       |
| F     | Hôtel de ville de Napanee | Hôtel de ville de Napanee | Greater Napanee  |                            | 44.2486 -76.9507 | 10698 | 1856    | LHN                                  | 1984 |       |
| P     | Macpherson House          | Téléverser                | Greater Napanee  | 180, Elizabeth Street      | 44.2533 -76.9456 | 10510 | 1826    | Ontario Heritage Foundation Easement | 1982 |       |
| P     | Napanee Post Office       | Napanee Post Office       | Greater Napanee  | 36, Bridge Street          | 44.2492 -76.9503 | 8340  | 1888    | Ontario Heritage Foundation Easement | 1977 |       |
| P     | Layer Cake Hall           | Téléverser                | Loyalist         | 193, Davey Street          | 44.1106 -76.4639 | 10508 | 1859    | Ontario Heritage Foundation Easement | 1981 |       |
| P     | Madden Store              | Téléverser                | Stone Mills (en) | 397, Main Street           | 44.3239 -76.8755 | 8332  | 1855    | Ontario Heritage Foundation Easement | 1983 |       |
| P     | Newburgh Academy          | Téléverser                | Stone Mills (en) | 411, Academy Street        | 44.3242 -76.8817 | 8339  | 1853    | Ontario Heritage Foundation Easement | 1976 |       |